# Lac Quesnel (Colombie-Britannique)
Le lac Quesnel est un lac situé en Colombie-Britannique au Canada, il se caractérise par une grande profondeur qui est à son maximum de 506 mètres. 